# Stico
Pour plus de détails, voir Fiche technique et Distribution.
Stico est un film espagnol réalisé par Jaime de Armiñán, sorti en 1985.

## Fiche technique
- Titre : Stico
- Réalisation : Jaime de Armiñán
- Scénario : Jaime de Armiñán et Fernando Fernán Gómez
- Photographie : Teo Escamilla
- Pays d'origine : Espagne
- Genre : comédie
- Date de sortie : 1985

## Distribution
- Fernando Fernán Gómez : Don Leopoldo Contreras de Tejada
- Agustín González : Gonzalo Bárcena
- Carme Elías : María
- Amparo Baró : Felisa
- Mercedes Lezcano : Margarita
- Manuel Zarzo : Claudio
- María Botto : Niña (non créditée)